# Iqlim al-Kharrub
Iqlīm al-Kharrūb (in arabo إقليم الخروب ‎?). ossia "Regione dei carrubi", è il nome di una regione geografica libanese, sita nella parte occidentale del Distretto dello Shuf. I suoi abitanti sono in gran parte musulmani sunniti.

## Definizione geografica
L'Iqlīm al-Kharrūb è una regione storica e socio-culturale nella parte occidentale del Distretto dello Shuf. Il territorio è tradizionalmente definito come un'area che si estende tra il fiume Awali a sud e il fiume Damour a nord.
L'area di questa regione misura all'incirca 167 km2. Ci sono 37 villaggi, di cui 25 sono amministrativamente comuni (o municipalità).

## Storia
L'Iqlīm al-Kharrūb è stato un sotto-distretto ottomano (nahiye) del Sangiaccato Sidone-Beirut nel corso della dominazione ottomana

## Demografia
Oltre ai sunniti, anche un discreto numero di sciiti del Sud-Libano è andato a risiedere nella regione. Sciiti sono ad esempio i piccoli villaggi di Jiyeh (in arabo الجية‎?), Joun e Wardaniyeh. Diversamente dal resto dello Shuf, in cui i drusi costituiscono la schiacciante maggioranza, non vi sono centri abitati drusi nell'Iqlīm al-Kharrūb.
La popolazione maronita della regione - che in maggioranza risiede in undici villaggi, tra cui Alman, Alman al-Shūf, Dibbiyeh, Jadra, Rmeileh, Jahlieh, Dahr El Maghara, Majdalouna e Mazmoura - è notevolmente diminuita per colpa della guerra civile, a causa principalmente della Strage di Damour - attuata dall'Organizzazione per la Liberazione della Palestina e dalle milizie ad essa alleate del Movimento Nazionale Libanese, avvenuta il 10 gennaio 1976 - e della cosiddetta "Guerra della Montagna libanese" (in arabo حرب الجبل ‎?, Ḥarb al-Jabal) nel 1983–1984, quando l'Esercito regolare libanese, le soldatesche cristiane delle Tigri e le milizie delle Forze Libanesi furono messe in rotta dalla soverchiante forza militare dei drusi dell'Esercito di Liberazione del Popolo (in arabo جيش التحرير الشعبي ‎?, Jaysh al-Taḥrīr al-Shaʿbī), comandata da Walid Jumblatt..
L'antagonismo cristiano-druso è proseguito nello Shūf dalla fine della guerra civile nel 1991 e i cristiani non sono tornati nelle loro case in numero significativo, malgrado i processi di riconciliazione e di compensazione vigilati dai Jumblatt e dal Patriarca maronita. Le tensioni settarie invece non sono state significativamente alte tra cristiani e musulmani nell'Iqlīm al-Kharrūb.
I rifugiati palestinesi, presenti nella regione dal 1948, si sono sostanzialmente integrati con la popolazione libanese, al contrario del resto del Libano. A essi si devono aggiungere i rifugiati siriani che fuggivano la guerra civile nel loro Paese. Numerosi libanesi hanno lasciato la loro regione alla ricerca di posti meno cari, specialmente se paragonati agli alti prezzi della capitale Beirut.

## Economia
L'Iqlīm al-Kharrūb collega Beirut a Sidone, più a sud. 

La principale fonte di entrata è costituita dagli stipendi del pubblico impiego, dalle attività manifatturiere e dal turismo.